# سفارة تنزانيا في مصر
سفارة تنزانيا لدى مصر هي الممثلية الدبلوماسية العليا لدولة تنزانيا لدى جمهورية مصر العربية. 10 انس ابن مالك، ميت عقبة، حي العجوزة، الجيزة، 

## السفارة
10 انس ابن مالك، ميت عقبة، حي العجوزة، الجيزة ·

## اقرأ أيضا
- قائمة البعثات الديبلوماسية في مصر
- وزارة الخارجية المصرية
- قائمة رحلات عبد الفتاح السيسي الخارجية في الفترة الرئاسية الأولى
- قائمة رحلات عبد الفتاح السيسي الخارجية في الفترة الرئاسية الثانية
- قائمة رحلات عدلي منصور الرئاسية الخارجية